# マリア・ルイーザ大通り
マリア・ルイーザ大通り（マリア・ルイーザおおどおり、ブルガリア語: булевард Мария Луиза、ラテン文字転写の例: Bulevard Maria Luisa）は、ブルガリア・ソフィアにある街路:163。マリアルイザ通りまたはマリアルイーザ通りとも表記される。通りの名称は、ブルガリア国王フェルディナント1世の妻であるマリア＝ルイザに由来する。

## 概要
ソフィアの中心地にある聖ネデリャ広場（ブルガリア語: Площад Света Неделя）とそのおよそ1キロメートル北にあるソフィア中央駅とを結んでいる:166。1878年のブルガリアの解放の後にソフィアで初めて景観整備された大通りである:166。
スリヴニツァ大通りとの交差点にあるライオン橋の以北ではセルディカ地区の南部を走っており、同橋より南ではバズラズダン地区とオボリシュテ地区の境界をなしている。南端部でビトシャ通りと接続している。

## 名称
通りの名称は何度か変更されている。1883年から1893年までおよび1895年から1899年まではビトシカ通り（ブルガリア語: улица Витошка）と呼ばれ、1893年から1895年まではディミタール・ペトコフ大通り（ブルガリア語: булевард Димитър Петков）と呼ばれた。1899年から1946年にかけてはマリア・ルイーザ大通り（ブルガリア語: булевард Княгиня Мария Луиза）と呼ばれ、主としてブルガリア人民共和国が存続していた時代に当たる1946年から1992年まではゲオルギ・ディミトロフ大通り（ブルガリア語: булевард Георги Димитров）と呼ばれていた。1992年以降は現在の名称で呼ばれている:163。

## 由来
ポップ・ボゴミル通り（ブルガリア語: улица Поп Богомил）との交差点には、かつてケラモティ・モスクやクルシュムリ・モスクが存在したが、1882年に大通りの拡張工事が行われた際にこれらのモスクが取り壊された:165。1889年から1891年にかけて、ライオン橋が建設される。20世紀の初めごろには、カフェやホテルの他に菓子店や醸造所などが通りに展開されていた。1901年1月に運行が開始されたソフィアで最初の路面電車は、中央駅を出発し、マリア・ルイーザ大通りを南下するルートを走行していた。
1905年、通りの路面舗装の工事が実施される:166。1908年12月には常設映画館、モダン・シアターが開設された。1911年、中央ソフィア市場ホールが開業される。1977年、ホテル「ラマダ」が中央駅に隣接する形で建設される:169。2004年6月8日、ソフィア中央バスステーションが中央駅の東隣に開設される:167。2012年8月31日、ソフィア地下鉄の駅の1つで、通りの名称が冠されたクニャージニャ・マリア・ルイーザ駅が開業される。2020年、ミュージアム・オブ・イリュージョンズが開館される。

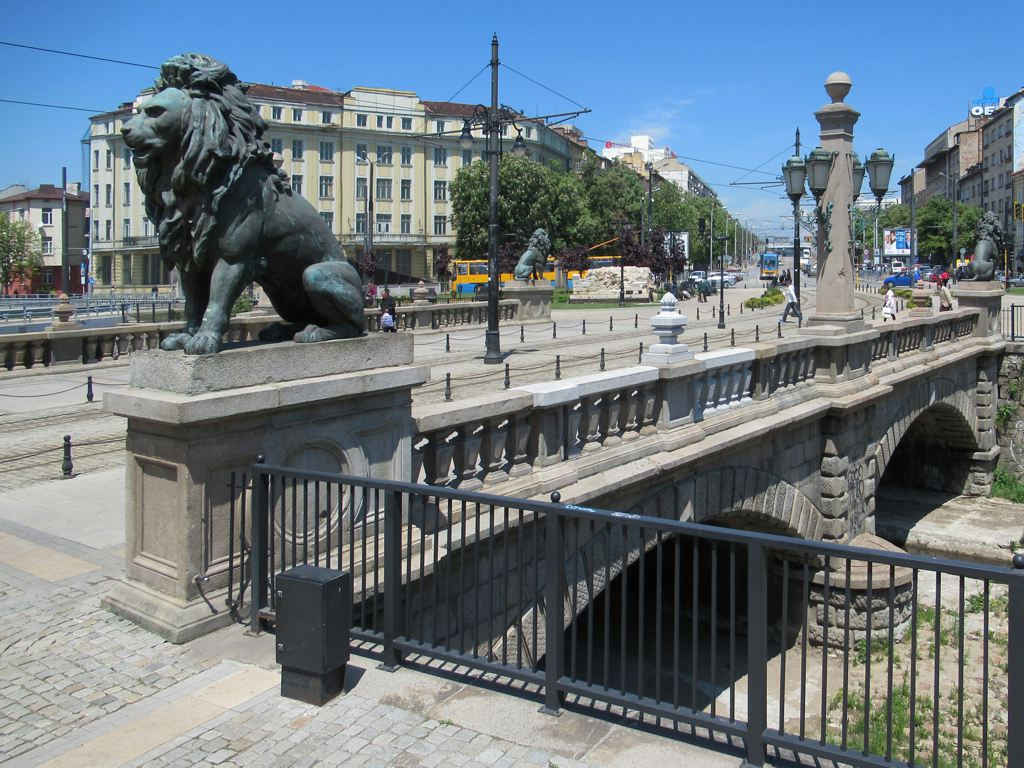
ライオン橋
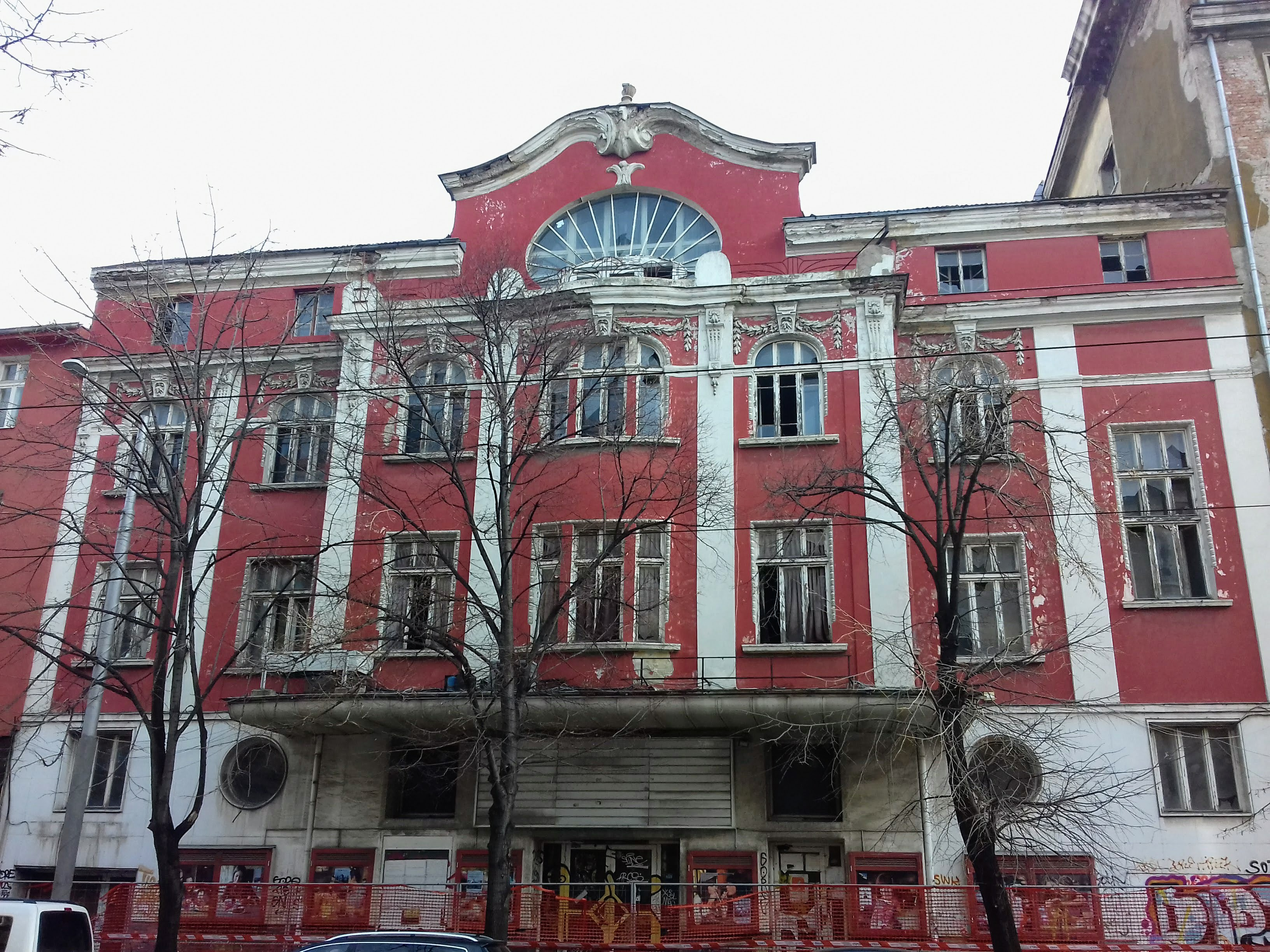
モダン・シアター
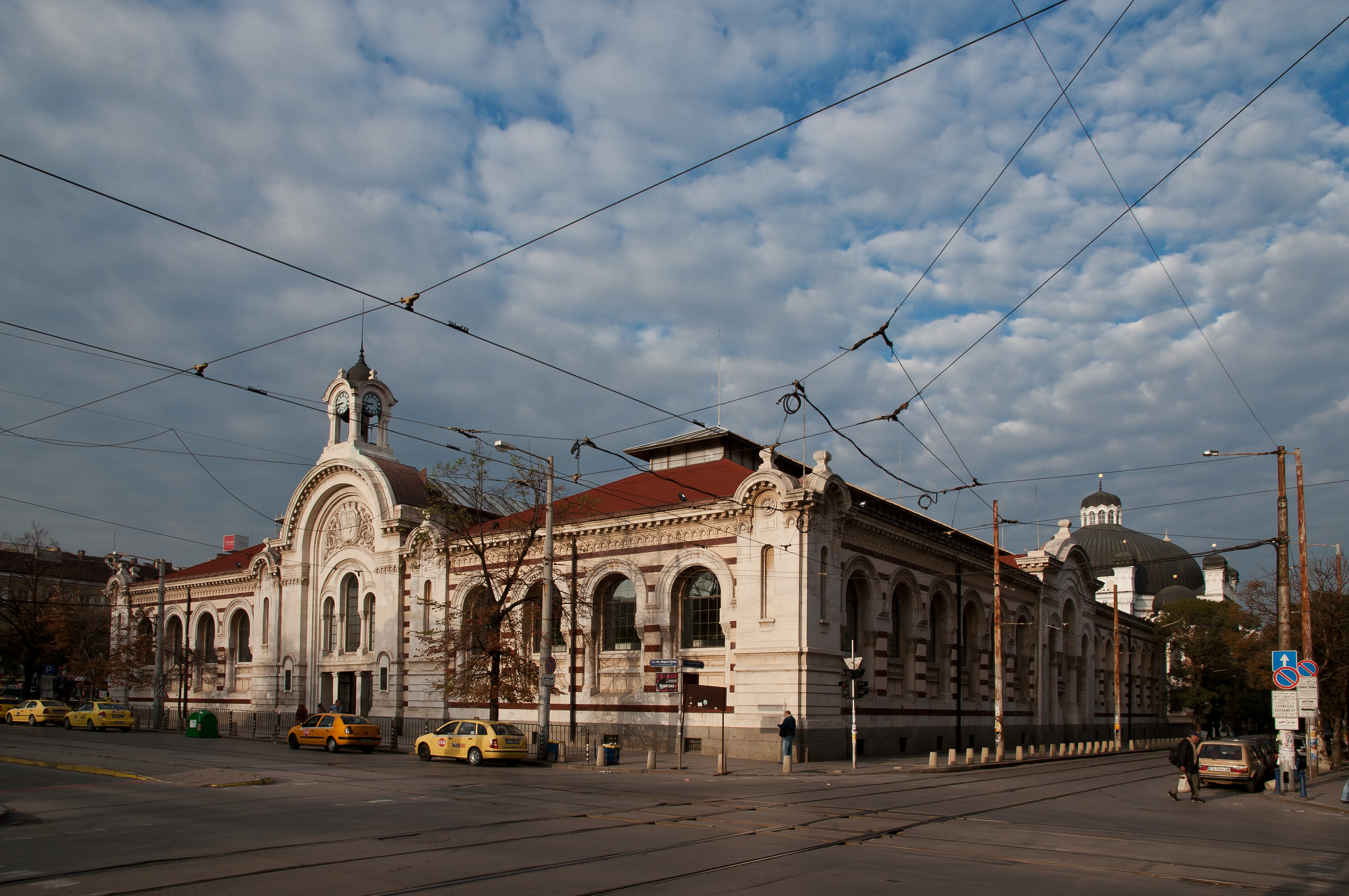
中央ソフィア市場ホール
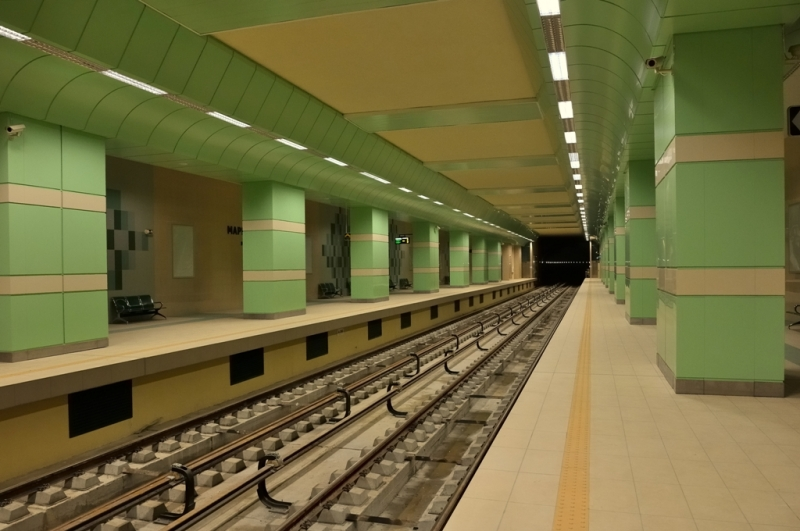
クニャージニャ・マリア・ルイーザ駅

## 施設
ショッピング施設としては、2番地にツム百貨店がある他、25番地に中央ソフィア市場ホールがある。宗教施設としては、16世紀後半にミマール・スィナンによって建造され、ソフィアに唯一現存しているモスク、バーニャ・バシ・ジャーミヤが18番地にある。
公的機関としては、22番地に環境・水省の庁舎がある他、48番地に内務省の移民局がある。88番地にはセルディカ地区の地区庁舎があり、84番地にはアーバン・モビリティ・センターがある。文化施設としては、16番地にミュージアム・オブ・イリュージョンズがある。
宿泊施設としては、29番地にホテル・マリア・ルイーザ（ブルガリア語: Хотел Мария Луиза）がある他、60番地にホテル・ライオン・ソフィア（ブルガリア語: Хотел Лион София）がある。131番地には、カジノ施設を併設し、およそ600室の客室をもつホテル、ラマダ・ソフィアがある。交通機関としては102A番地にソフィア中央駅があり、これに隣接する100番地にソフィア中央バスステーションがある。金融機関としては、70番地にユナイテッド・ブルガリア銀行がある。

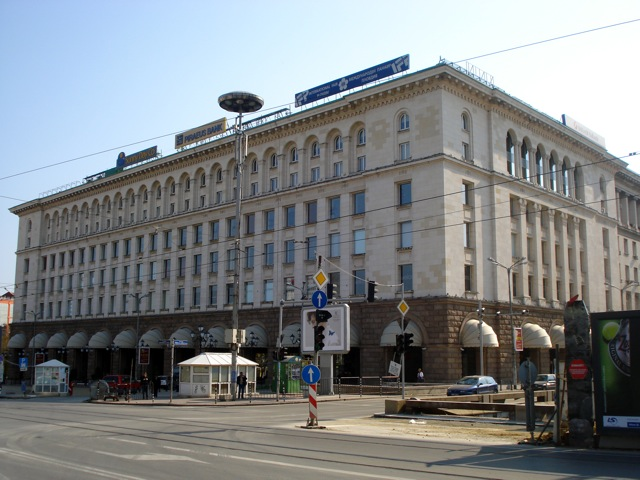
ツム百貨店
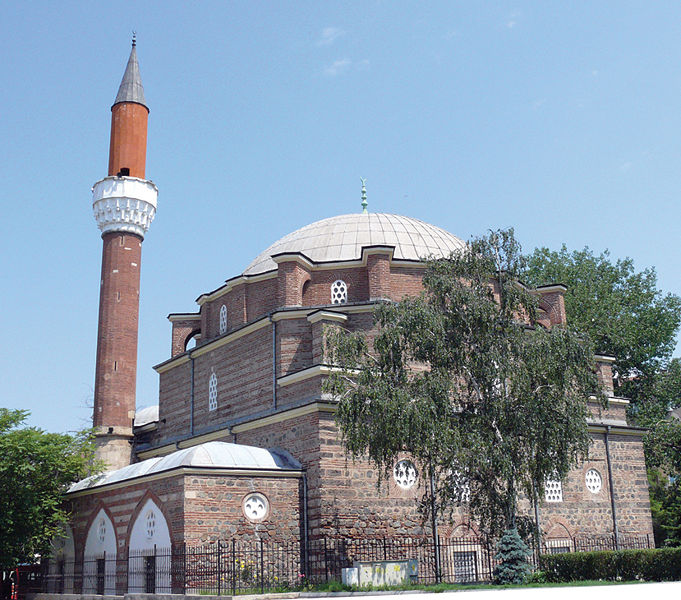
バーニャ・バシ・ジャーミヤ
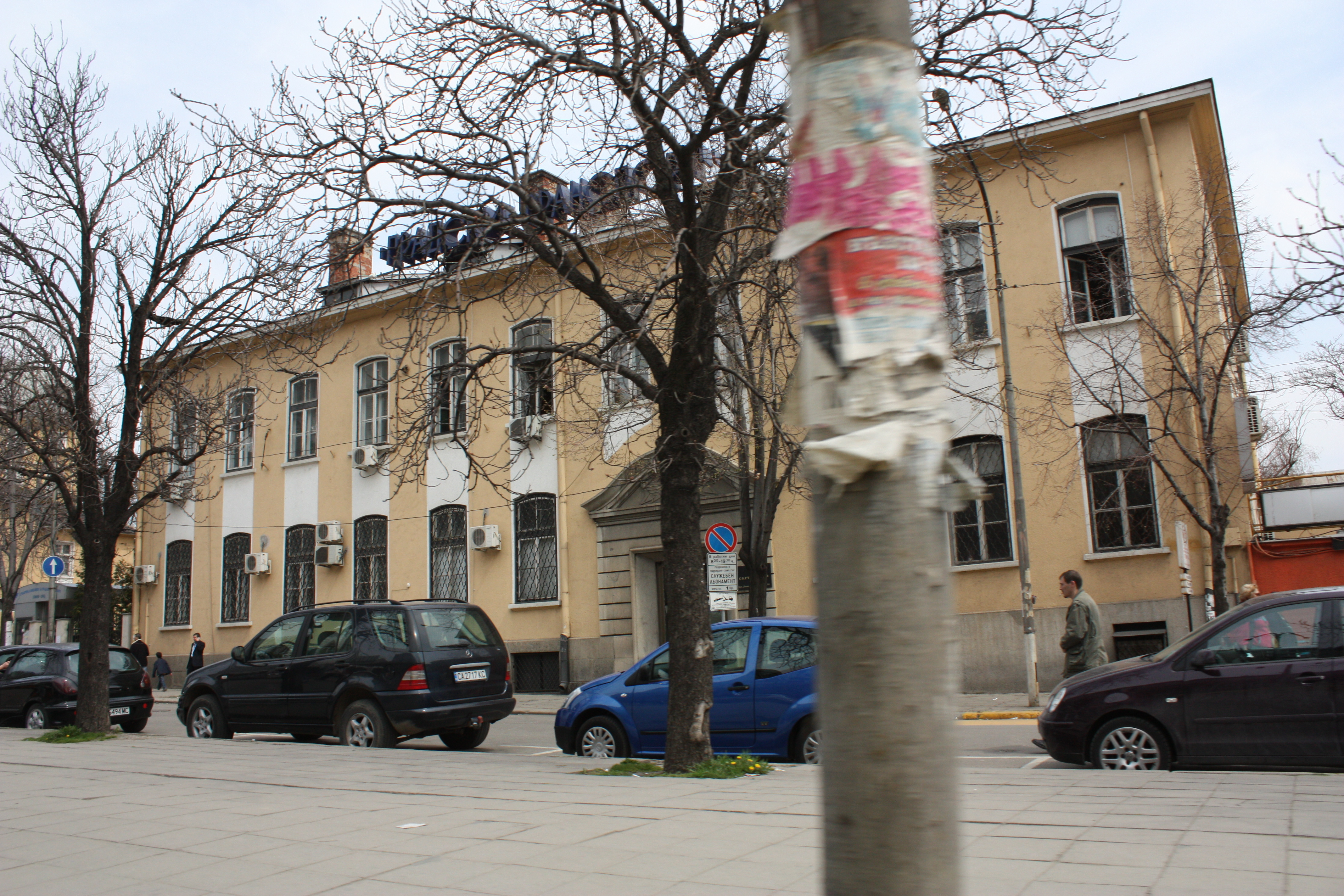
アーバン・モビリティ・センター
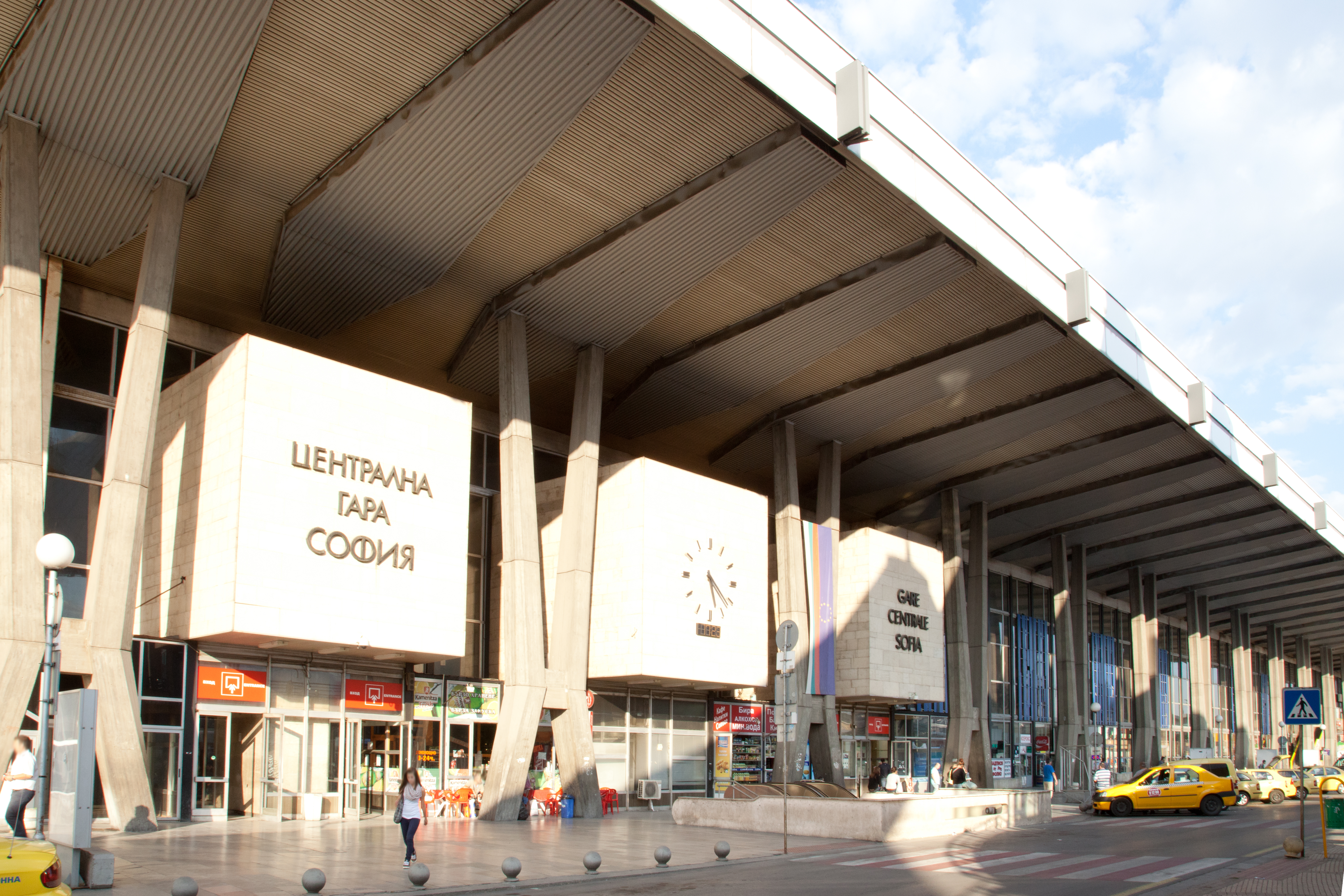
ソフィア中央駅